# Abadia de Farfa
L'abadia de Santa Maria de Farfa és una abadia territorial al nord del Laci, al centre d'Itàlia. A l'edat mitjana, va ser una de les abadies més riques i famoses d'Itàlia. Pertany a l'Ordre Benedictí i es troba a uns 60 km (37 mi) de Roma, a la comuna (municipi) de Fara in Sabina, de la qual també és una frazione (aldea).
El 2016 es va afegir a la llista "provativa" per ser UNESCO Patrimoni de la Humanitat, com a part d'un grup de vuit monestirs benedictins medievals italians, que representen "El paisatge cultural dels assentaments benedictins a l'Edat Mitjana". Itàlia".

## Història
Algunes construccions religioses existien al lloc durant el Baix Imperi. Fou probablement el bisbat de Forum Novum del que es coneix al bisbe Llorenç Siro (554). Sota els llombards hi va haver una abadia que al segle vii estava en ruïnes. Tommaso de Moriana va venir des Jerusalem per una visió i la va reconstruir el segle vii. El segle viii va rebre la protecció del duc Faroald II de Spoleto que li va cedir extens territoris i li va atorgar privilegis. Va esdevenir de fet un estat independent entre el domini del papa i el ducat llombard.
El 774 l'abat Probat va canviar la política d'amistat amb els llombards i es va declarar a favor dels francs i el 775 va rebre de Carlemany el privilegi d'autonomia civil i religiosa. Carlemany hi va pernoctar unes setmanes abans de ser coronat emperador. Va anar augmentant el seu poder i al segle ix l'abat Ingoald fins i tot disposava d'alguna nau comercial amb franquícies. Fou en aquesta època quan l'abadia va arribar a la seva esplendor màxima, amb acumulació d'un tresor molt important, i fou quan es van construir els edificis que la van portar a la seva màxima superfície.
A l'acabament del segle l'abadia fou atacada pels àrabs; l'abat Pietro I i la seva gent van resistir durant set anys. Finalment els monjos van decidir repartir-se el tresor i dividir-se en tres grups: un d'ells fou capturat i massacrat pels àrabs; un altre es va establir a Santa Vittoria de Materano, abadia que van fundar a les Marques; i el tercer dirigit per Ratfred va arribar a Roma i s'hi va refugiar un temps, i passat el perill, el 913, van tornar a Farfa. Però ja l'abadia havia perdut la protecció imperial i va entrar en decadència; les famílies romanes dels Crescenti, els Ottaviani i els Stefaniani van usurpar moltes terres de l'abadia que, mancada del tresor i d'ingressos rellevants, va començar un ràpid declivi. Els monjos s'enfrontaren entre ells, i en un moment donat al segle x, hi va arribar a haver tres abats enfrontats dins els límits de l'abadia.
Fou l'abat Ugo I (997]-1038) qui va redreçar la situació i el 999 va introduir la reforma de Cluny. Amb Bernat I (1047-1089) va recuperar el seu caràcter de feu immediat imperial i es va declarar a favor d'Enric IV i contra el papa. El perill d'aquesta situació va fer decidir als monjos a traslladar l'abadia a Monte Acuziano, però les construccions, de les que encara resten les ruïnes, mai es van acabar. La seva màxima grandesa com a feu imperial fou després de les donacions de 1118, en què l'emperador Enric V li reconeixia (per donació o perquè ja ho posseïa) establiments a Roma, i les terres de Viterbo, Tarquínia, Orte, Narni, Terni, Spoleto, Asisi, Perusa, Todi, Pisa, Siena, Camerino, Fermo, Ascoli, Senigallia, Osimo, Chieti, Tívoli, L'Àquila i Molise, el port de Civitavecchia amb la meitat d'aquesta ciutat.
Però el 1122 el concordat de Worms va posar l'abadia sota dependència del papa. L'abat Arnulf va reconèixer aquesta sobirania el 1125. Des de llavors va entrar en una lenta però inexorable decadència econòmica i en una crisi monàstica.
A la meitat del segle xiv l'abat fou excomunicat per no poder pagar el delme a la cambra apostòlica. A començaments del segle xv Carboni Tomacelli, nebot del papa Bonifaci IV, en fou nomenat el primer abat comendatari; el sistema de les comandes fetes a diverses famílies italianes va donar un cert resultat, i els Orsini van fer algunes construccions religioses (l'església actual, que fou consagrada el 1496), i els Barberini van ampliar el llogaret i van afavorir les dues fires anyals, el que va millorar l'estat de la regió entorn de l'abadia de Farfa.
El 1798 l'abadia fou saquejada pels francesos i el 1861 fou confiscada per l'estat italià. El 1921 fou assignada a la comunitat benedictina de San Paoli fuori le mura (Basílica de Sant Pau Extramurs).